# Russian Standard
Russian Standard (in russo Русский Стандарт?, Russkij Standart) è una marca russa di vodka, creata a San Pietroburgo nel 1998.

## Storia
La vodka Russian Standard è stata ideata da Roustam Tariko, miliardario russo proprietario della holding Russian Standard, per sopperire all'assenza di vodke di fascia alta di produzione russa. Con la consulenza della società McKinsey & Company la Russian Standard Vodka fu immessa sul mercato nell'agosto del 1998 al prezzo di 320 ₽ (pari a circa 13 $), un prezzo più alto di tutte le altre concorrenti sul territorio russo. Il successo portò la necessità di raddoppiare la produzione l'anno successivo, e nel marzo 2000 la vodka venne esportata in Italia, seguita da, Grecia, Bulgaria, Ungheria, Estonia e Kazakistan. Nel 2002 diventa l'alcolico più venduto in Russia nella fascia premium con circa il 27% del mercato. Nel 2003 la Russian Standard è disponibile in 16 paesi, nel 2005 raggiunge i 28 paesi. Nel 2006 apre la prima distilleria di proprietà dell'azienda (fino ad allora la Vodka era prodotta dalla distilleria Liviz). Nel 2007 la Russian Standard sbarca negli Stati Uniti, Regno Unito e Francia raggiungendo così oltre 40 paesi, ossia circa il 32% della produzione; sempre in quell'anno inoltre viene prodotta la milionesima cassa di vodka, raggiunto una quota di mercato russo pari al 60%, e viene aperto il primo locale dell'azienda, l'"Imperia Ice Bar" all'hotel George V di Parigi.

## Caratteristiche
La Russian Standard è una vodka di categoria premium la cui ricetta si basa sulla formula ideata da Dmitrij Mendeleev nel 1894 rielaborata da chimici alimentari proveninti dall'Università statale di San Pietroburgo. È una vodka dall'aspetto bianco cristallino, senza sedimenti. Il profumo è neutro, con leggeri sentori minerali, al palato risulta densa, con un gusto morbido e dolce, con un retrogusto di grano lavorato. Da servire preferibilmente ad una temperatura di circa 5°-7°C, è possibile berlo sia on the rocks che in vari cocktail, preferibilmente dolci: la casa di produzione consiglia infatti il "Russian mule".

### Produzione
La vodka Russian Standard era inizialmente prodotta sotto licenza dalla distilleria pietroburghese Liviz. In seguito alla maggiore richiesta e ai buoni profitti, il 1º maggio 2006 viene inaugurata con un evento chiamato "Russian Standard Day" la distilleria privata del gruppo Russian Standard. Costata circa 60 milioni di $. il complesso di 30.000 m² sulla Pulkovskoe Šosse a San Pietroburgo è stato progettato dall'architetto Willem Brouwer ed è un impianto ad alta automatizzazione che segue l'intero processo, dalla produzione all'imbottigliamento, consentendo una capacità produttiva di circa 22.500 bottiglie all'ora.
La vodka viene preparata con acqua proveniente dal lago Ladoga grano invernale coltivato nelle terre nere della steppa russa, distillato e processato in 200 fasi attraverso una colonna di rettificazione monitorata alta 35 metri, quindi filtrato quattro volte attraverso filtri di carbone vegetale; il distillato viene poi lasciato riposare per 48 ore e infine diluito con acqua del lago Ladoga.

## Marchio

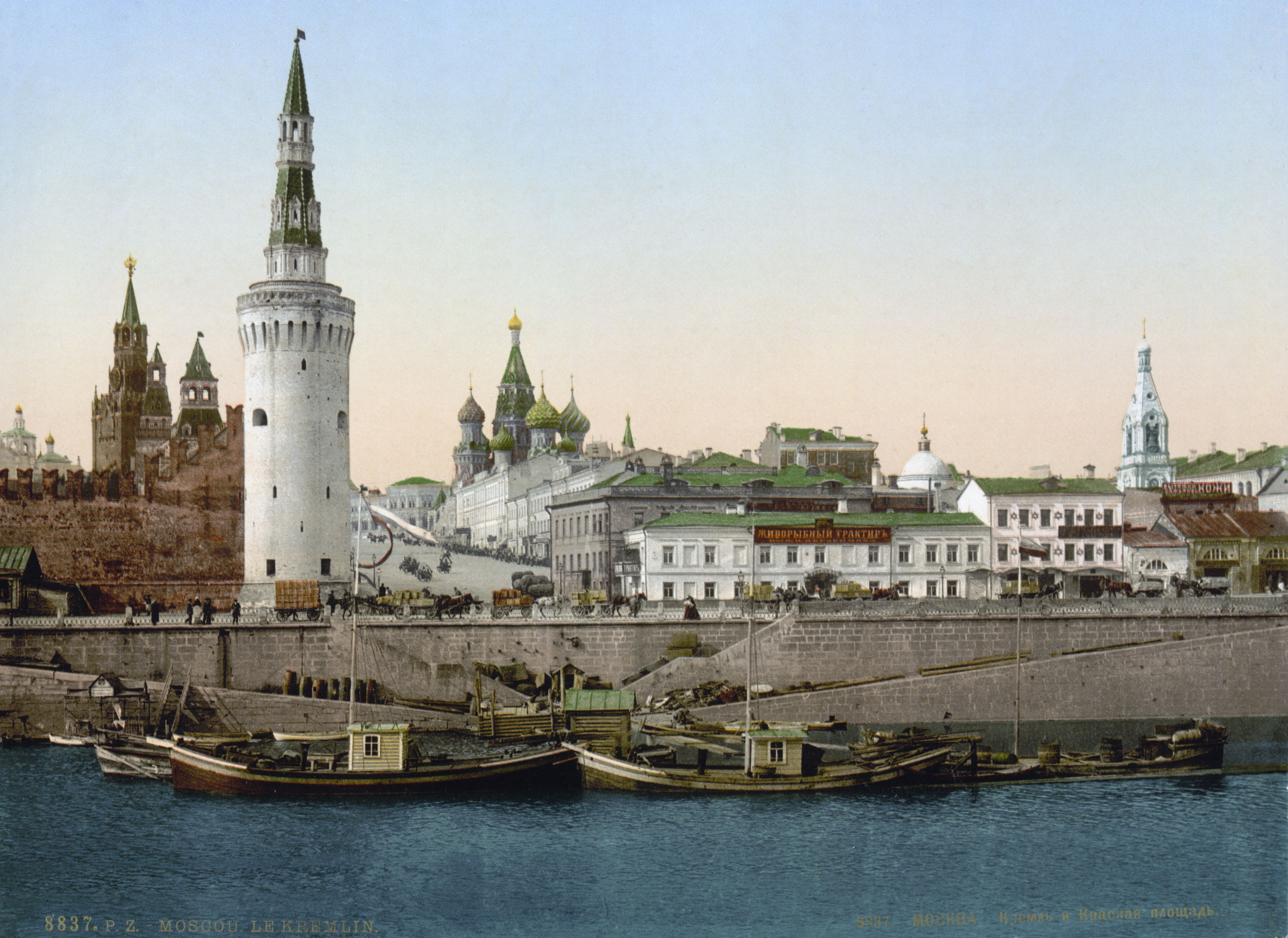
La bottiglia si ispira alle torri del Cremlino di Mosca

Il nome della vodka deriva dall'affermazione di seguire i parametri degli «standard qualitativi della vodka imperiale» ideati dallo scienziato Dmitri Mendeleev nel 1894. Il logo combina un orso, animale simbolo della Russia con una aquila, di origine bizantina, simbolo imperiale russo. La prima versione comprendeva anche la Corona imperiale di Russia e un banderese a sei drappi e sormontava una lista bifida su cui era scritto l'anno 1894.

### Confezione
Il design del confezionamento della vodka Russian standard trae ispirazione da elementi russi. La bottiglia è in vetro satinato bianco, per mimare le acque ghiacciate dei territori russi, mentre la forma è stata disegnata sulla base delle torri ortodosse del Cremlino, ed in particolare al campanile di Ivan il Grande. L'etichetta è nera con una fantasia di sfondo in rilievo, terminante in alto in una forma a cupola a bulbo, al cui apice è posto il logo. Il nome della vodka è scritto in caratteri cirillici, inferiormente con caratteri più piccoli si trovano la traslitterazione nell'alfabeto latino, la scritta "vodka", quattro stemmi e, su una banda rossa e oro posta alla base, la denominazione "Distilled and bottled in Russia" (distillata e imbottigliata in Russia). in basso vi sono un piccolo stemma rosso circondato dalla scritta "Imperial quality standard" e la firma di Mendeleev in oro.

## Varianti
L'azienda ha prodotto alcune varianti della vodka:
- Original (1998): variante originale, con etichetta nera. è commercializzata nei formati da 0,5 cl, 35 cl, 50 cl, 70 cl, 100 cl, 150 cl e 300 cl.
- Platinum (2001): variante raffinata, dopo la filtrazione, con due ulteriori passaggi in filtri con agenti in argento; l'etichetta è argentata e il tappo in sughero.
- Imperia (2005): variante superpremium, artigianale, filtrata otto volte nel carbone e due in filtri al quarzo dei monti Urali. La bottiglia, ispirata alle forme originali, è a base ottagonale in vetro trasparente con etichetta rossa.
- Gold (2012): variante infusa al ginseng siberiano, ideata per la 65ª edizione del Festival di Cannes, la bottiglia in vetro trasparente presenta dei bassorilievi che ricalcanol'intessitura dell'etichetta; l'etichetta è dorata e il tappo in sughero.

### Edizioni limitate
- Folklore edition (2014): la bottiglia è ricoperta con un involucro disegnato: il soggetto dell'opera, disegnata a pattern, è l'uccello di fuoco "Zhar Ptitsa"[26].
- St. Petersburg edition (2014): la bottiglia è ricoperta con un involucro disegnato: il soggetto dell'opera, disegnata a pattern, è l'artigianato pietroburghese, proposto attraverso un'intessitura dorata su sfondo rosso[27].
- Cloisonné Limited Edition (2015): bottiglia è ricoperta con un involucro disegnato: il soggetto dell'opera, disegnata a pattern, è la tecnica Cloisonné, molto apprezzata da molti zar[28].